# Barawi
Barawi (arab. بروى) – miejscowość w Egipcie, w muhafazie Al-Minufijja. W 2006 roku liczyła 2712 mieszkańców.